# セロトニントランスポーター遺伝子
セロトニントランスポーター遺伝子（セロトニントランスポーターいでんし）とは、神経伝達物質であるセロトニンの伝達に関係する遺伝情報が書き込まれた遺伝子である。染色体番号17に存在する。組み合わせはSS型、SL型、LL型がある。
1996年11月、ヴュルツブルク大学精神医学部のペーター・レッシュ（PETER LESCH）らがS型がセロトニン分泌に関与すると発表。
この遺伝子型を持つ者の割合は国や民族によって異なる。日本人はS型保有傾向が欧米人に比べ5割も多い代わり、LL型保有者は2%と世界で最も少ない。傾向としては、アフリカ > ヨーロッパ > アジアの順番で、LL型が減少する。

## 参照
1. 1 2 3  GRCh38: Ensembl release 89: ENSG00000108576 - Ensembl, May 2017
2. 1 2 3  GRCm38: Ensembl release 89: ENSMUSG00000020838 - Ensembl, May 2017
3. ↑  Human PubMed Reference:
4. ↑  Mouse PubMed Reference:
5. ↑  Klaus-Peter Lesch; 共Dietmar Bengel, Armin Heils, Sue Z. Sabol, Benjamin D. Greenberg, Susanne Petri, Jonathan Benjamin, Clemens R. Müller, Dean H. Hamer, Dennis L. Murphy (11 1996). “Association of Anxiety-Related Traits with a Polymorphism in the Serotonin Transporter Gene Regulatory Region”. サイエンス (サイエンス) 274 (5292):  1527-1531. doi:10.1126/science.274.5292.1527. ISSN 1095-9203 2012年2月5日閲覧。.
6. ↑  “血液型より正確!? あなたの性格はDNAで決まっていた（週刊現代） @gendai_biz”. 現代ビジネス. 2020年10月28日閲覧。